# Андре Берже
Андре Берже (фр. André Berger; Ацоз, 30. јул 1942) белгијски је климатолог, метеоролог и академик, инострани члан састава Српске академије науке и уметности од 2. новембра 2006.

## Биографија
Завршио је магистарске студије на Масачусетском технолошком институту 1971. и докторске на Католичком универзитету у Левену 1973. Радио је као директор Института за астрономију и геофизику „Жорж Леметр” на Католичком универзитету Лувен 1978—2001, као гостујући професор на Врије Универзитету 1982—1993. и као редовни професор метеорологије и динамике климе на Католичком универзитету Лувен од 1989. Члан је Европске академије од 1989, Холандске академије од 1997, Краљевске академије Белгије од 2002, Француске академије наука од 2003, Краљевског астрономског друштва од 2003, Краљевске академије наука, књижевности и уметности Белгије од 2004. и Академије науке Краљевског друштва Канаде од 2007. Био је председник Европског геофизичког друштва 2000—2002. и члан Међународног института за науку, Америчке геофизичке уније, Европске уније геонауке, Светске асоцијације научника „Еторе Мајорана”, Асоцијације климатолога Европе и Друштва метеоролога Француске. Уредник је Nature, Transactions of the American Geophysical Union, Earth and Planetary Science, Solar Physics, Geology, Climate Change, Atmospheric Environment, Holocene, Climate Dynamics и уредник и члан редакционих одбора Atmosphera. Добитник је награде Министарства науке и културе Француске 1975, геофизичке секције Друштва за физику Италије 1980, Белгијске академије наука и уметности 1984, Светске метеоролошке организације 1994, Европске фондације за науку 2001. и Националног ордена Легије части.